# Средняя Рика
 Сре́дняя Ри́ка  (укр.  Середня Ріка ) — река в Украинских Карпатах, в пределах Раховского района Закарпатской области. Левый приток Шопурки (бассейн Тисы).

## Описание
Длина реки 27 км, площадь бассейна 114 км². Долина V-образная, иногда имеет вид ущелья, ширина долины — до 300 м. Русло слабоизвилистое, порожистое, умеренно разветвленное, есть острова, ширина русла в низовьях — до 40 м. Уклон реки 42 м/км. Берега на отдельных участках укреплены. Характерны паводки.

## Расположение
Берёт начало на южных склонах главного хребта массива Свидовец (между горами Унгаряска и Догяска), к северу от посёлка Кобылецкая Поляна. Течёт на юг и (частично) юго-запад параллельно рек Малая Шопурка и Косовская. Впадает в Шопурка в пределах посёлка Кобылецкая Поляна.
Притоки: Зиндин (левый) и небольшие ручейки.